# 拉瓦萨
拉瓦萨是一家意大利咖啡产品制造商。由路易吉·拉瓦萨于1895年在都灵创立。拉瓦萨从包括巴西、哥伦比亚、危地马拉、哥斯达黎加、洪都拉斯、乌干达、印度尼西亚、美国和墨西哥在內的世界各地进口咖啡。